# Lithobius sexustumidus
Lithobius sexustumidus är en mångfotingart som beskrevs av J.R. Eason och Luis Serra 1981. Lithobius sexustumidus ingår i släktet Lithobius och familjen stenkrypare.
Artens utbredningsområde är Spanien. Inga underarter finns listade i Catalogue of Life.